# 석시닐-CoA 합성효소
숙시닐보효소A(Succinyl coenzyme A synthetase,succinyl補酵素A, succinyl-CoA Synthase)는 시트르산 회로(구연산 회로)에서, 알파케토글루타르산의 산화에 의하여 생기거나, 발린과 아이소류신의 대사적 분해에 의하여 생성되는 물질이다. 포르피리노겐의 선구 물질이기도 하다.

## 같이 보기
- 시트르산 합성효소